# Сорико
Сорико (итал. Sorico) је насеље у Италији у округу Комо, региону Ломбардија.
Према процени из 2011. у насељу је живело 599 становника. Насеље се налази на надморској висини од 207 м.

## Становништво
Према резултатима пописа становништва 2011. у општини је живело 1.234 становника.
| 1931. | 1936. | 1951. | 1961. | 1971. | 1981. | 1991. | 2001. | 2011. |
| ----- | ----- | ----- | ----- | ----- | ----- | ----- | ----- | ----- |
| 1.166 | 1.284 | 1.344 | 1.340 | 1.283 | 1.209 | 1.193 | 1.204 | 1.234 |